# Knud Bastrup-Birk
Knud Bastrup-Birk, né le 12 décembre 1919 à Gentofte et mort le 25 août 1973, est un footballeur international danois. Il évoluait au poste de défenseur.

## Biographie

### En club
Knud Bastrup-Birk joue avec le club de l'Akademisk Boldklub de 1943 à 1952,.
Avec son club, il est notamment sacré à cinq reprises Champion du Danemark .

### En équipe nationale
International danois, il reçoit 18 sélections pour aucun but marqué en équipe du Danemark entre 1943 et 1951,.
Son premier match en sélection a lieu le 20 juin 1943 contre la Suède (défaite 2-3 à Copenhague) en match amical.
Il fait partie du groupe danois médaillé de bronze aux Jeux olympiques de 1948 mais ne dispute aucune rencontre durant le tournoi.
Son dernier match en sélection a lieu le 21 septembre 1947 contre la Norvège (défaite 3-5 à Aker) dans le cadre du Championnat nordique.

## Palmarès
| Kjøbenhavns Boldklub - Championnat du Danemark (5) : - Champion : 1942-43, 1944-45, 1946-47, 1950-51 et 1951-52. |  | Danemark - Jeux olympiques : - Bronze : 1948. |